# Hillman Curtis
David Hillman Curtis (San Diego, 24 febbraio 1961 – New York, 18 aprile 2012) è stato un designer e regista statunitense.

## Biografia
Curtis è stato il direttore e capo creativo del hillmancurtis.com, un'azienda di design digitale e produzione cinematografica a New York.
Prima di creare una propria società, era direttore di design per Macromedia. Ha pubblicato quattro libri sul new media design, che hanno venduto più di 150 mila copie e sono stati tradotti in 14 lingue.
Curtis ha progettato siti per Yahoo, Adobe Systems, Metropolitan Opera e altri.
Come filmmaker è diventato famoso con il suo breve documentario online Artist Series, su alcuni designer e artisti, incluso Milton Glaser, Paula Scher, David Carson, Stefan Sagmeister, James Victore, Pentagram Design Group, e il filmmaker Mark Romanek. Lui ha anche fatto diversi cortometraggi drammatici e ha ripreso video commerciali per IBM e Blackberry, e anche per Sprint, Bobbi Brown Cosmetics, SVA, Rolling Stone e molti altri.
È scomparso nel 2012, all'età di 51 anni, a seguito di un tumore del colon .